# ملس زيناوي
ملس زيناوي بن اصليص (8 مايو 1955 - 20 أغسطس 2012)، رئيس وزراء إثيوبيا منذ 22 أغسطس 1995 حتى وفاته في 20 أغسطس 2012. وكان شغل قبل ذلك منصب الرئيس من 28 مايو 1991 إلى 21 أغسطس 1995.
وصل إلى الحكم بعد الإطاحة بنظام منغستو هيلا مريام الشيوعي في مطلع التسعينات. تقدمت إثيوبيا في حكمه نوعيًا في الاقتصاد والانفتاح الخارجي. كان عضواً في الجبهة الديمقراطية الثورية لشعب أثيوبيا. توفي زيناوي مساء الاثنين 20 أغسطس (آب) 2012 بسبب «عدوى مفاجئة» عن عمر يناهز 57 عاماً بينما كان يتعافى من مرض ألم به في مستشفى خارج إثيوبيا.

## مولده وبداية حياته
ولد ميليس يوم 8 مايو/أيار 1955 في بلدة عدوة بإقليم تغراي شمال إثيوبيا لعائلة من الطبقة الوسطى لأب من البلدة نفسها وأم من قرية أدي كوالا في إريتريا. كان اسمه عند مولده ليغيس قبل أن يبدله إلى ميليس تيمناً بملس تيكلي، الناشط الذي أعدمته الحكومة الشيوعية في 1975 عندما كانت على سدة السلطة بإثيوبيا في ذلك الوقت.
أكمل تعليمه الثانوي في مدرسة الجنرال وينجت العليا بأديس أبابا، ثم درس الطب في جامعة أديس أبابا (التي كانت تُسمى آنذاك جامعة هيلا سيلاسي) لمدة عامين، قبل أن يقطع دراسته في 1975 ليلتحق بجبهة تحرير شعب التغراي.

## وصلات خارجية
- ملس زيناوي على موقع IMDb (الإنجليزية)
- ملس زيناوي على موقع مونزينجر (الألمانية)
- ملس زيناوي على موقع إن إن دي بي (الإنجليزية)
- الجزيرة.نت ميليس زيناوي من متمرد إلى رجل دولة